# Kombo South
Kombo South é um distrito da Gâmbia.